# Kozji Vrh, Podvelka
Kozji Vrh este o localitate din comuna Podvelka, Slovenia, cu o populație de 52 de locuitori.